# سدلی کوپر
سدلی کوپر (انگلیسی: Sedley Cooper؛ زادهٔ ۱۷ اوت ۱۹۱۱) بازیکن فوتبال اهل بریتانیا است.
از باشگاه‌هایی که در آن بازی کرده‌است می‌توان به باشگاه فوتبال هالیفاکس تاون، باشگاه فوتبال شفیلد ونزدی، باشگاه فوتبال نوتس کانتی، و باشگاه فوتبال هادرزفیلد تاون اشاره کرد.